# Eleven Seven Music
Eleven Seven Music es una compañía discográfica estadounidense fundada por Allen Kovac, director ejecutivo de 10th Street Entertainment. La compañía se especializa en publicar discos de bandas de hard rock y ha contado entre sus artistas a agrupaciones tan reconocidas como Mötley Crüe, Buckcherry, Apocalyptica, Papa Roach o Lit.

## Lista actual de artistas
- Anavae
- Apocalyptica[1]
- Art of Dying
- As Lions
- Bad Wolves
- Bleeker Ridge
- Buckcherry
- Deuce
- Diamante[2]
- Escape the Fate
- Five Finger Death Punch
- From Ashes to New
- Hellyeah
- Mötley Crüe
- My Secret Circus
- Nothing More[3]
- Papa Roach
- Pop Evil
- Sixx:A.M.
- Vince Neil

## Artistas anteriores
- The Blackout
- CAVO
- Crossfade
- Cold
- Charm City Devils
- Drowning Pool
- Everclear
- In Flames
- Lit
- Marion Raven
- The Last Vegas
- Trapt[4]